# Othorene
Othorene este un gen de molii din familia Saturniidae. 

## Specii
- Othorene cadmus (Herrich-Schäffer, 1854)
- Othorene hodeva (Druce, 1904)
- Othorene purpurascens (Schaus, 1905) — Mexic
- Othorene verana (Schaus, 1900) — din Mexic până în Panama și Guatemala